# Sídlisko KVP

Plaatsbepaling van het stadsdeel Sídlisko KVP binnen de stad Košice.

Sídlisko KVP (Hongaars: KVP lakótelep) is een stadsdeel van Košice. Het maakt deel uit van het district Košice II.
De wijk is een typisch voorbeeld van een Oost-Europese prefab woonwijk (hoogbouw).

## Topografie

### Ligging
Sídlisko KVP ligt ongeveer 4 km ten westen van het stadscentrum Staré Mesto, op een hoogte van 309 meter boven de zeespiegel. Met een oppervlakte van 1,78 km² (178 ha) is het een van de kleinste stadsdelen van Košice.
Aan de noord- en noordwestkant is de gemeente omgeven door bossen en velden. 
Aan de oostkant ligt het stadsdeel Košice-Západ waarbij de Čičkovský-beek (Slowaaks: Čičkovský potok) de grens tussen beide vormt.
In het zuiden en het westen grenst Sídlisko KVP aan het stadsdeel Myslava.

### Straten
De volgende straten liggen geheel of gedeeltelijk in de gemeente:
" Bauerova, Cottbuská, Čordákova, Dénešova, Drábova, Drocárov park, Hemerkova, Húskova, Ulica Jána Pavla II (Johannes-Paulus II-straat), Janigova, Jasuschova, Klimkovičova, Moskovská trieda, Starozagorská, Stierova, Titogradská, Trieda KVP (Trieda Košického Vládneho Programu), Wuppertálska, Wurmova, Zombova ".

## Geschiedenis

### Bouw
In 1980 nam men van hogerhand het initiatief voor wat genoemd werd: het Overheidsprogramma van Košice. Dit programma omvatte de constructie van hoge prefab appartementsgebouwen op grote schaal. Het laatste flatgebouw dat deel uitmaakte van dit initiatief, werd neergezet in 1989.
In de loop van de uitvoering van het project werd -anno 1984- de plaatselijke basisschool opgetrokken. Als gevolg van de massale aangroei van de bevolking -gelijklopend met de aangroei van het aantal flats- nam ook het aantal leerplichtigen snel toe. Dit leidde in de periode 1990-1993 tot capaciteitsproblemen in de school. Daarom werd in die jaren onderwijs in twee ploegen ingevoerd. 

### Naamgeving
De naam Sídlisko KVP verwijst naar het Overheidsprogramma van Košice  (Slowaaks: Košického Vládneho Programu, afgekort: KVP) dat de aanzet was voor de bouw van de wijk.
Het Slowaakse woord Sídlisko betekent woonwijk. De Slowaakse naam staat dus letterlijk voor: Woonwijk Overheidsprogramma van Košice.

## Bevolking

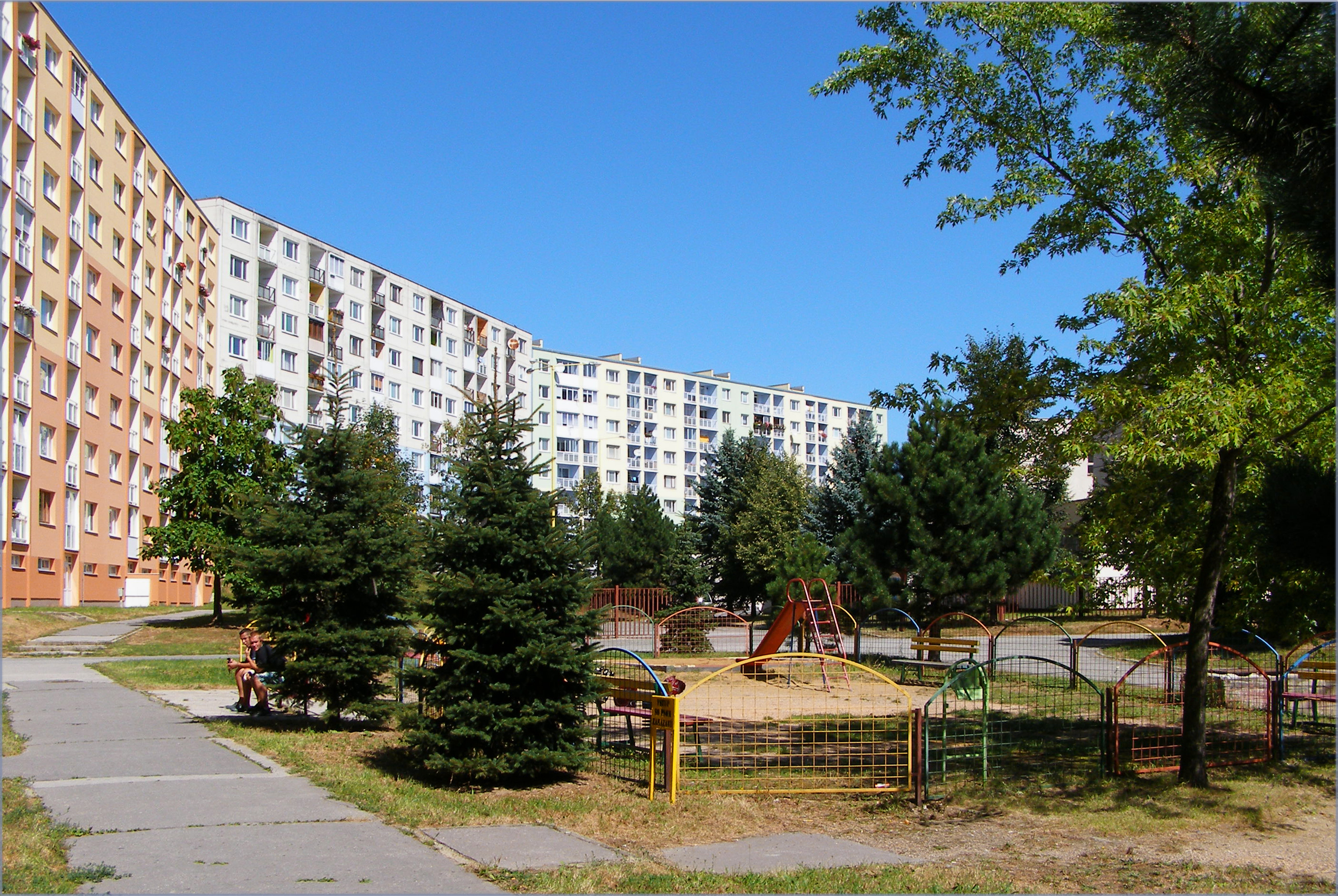
Hoogbouw in de Starozagorská ulica.

Sídlisko KVP is op het vlak van het aantal inwoners het 4e dichtstbevolkte stadsdeel van Košice.
In 2020 bedroeg de bevolkingsdichtheid 13.063 inwoners per km².

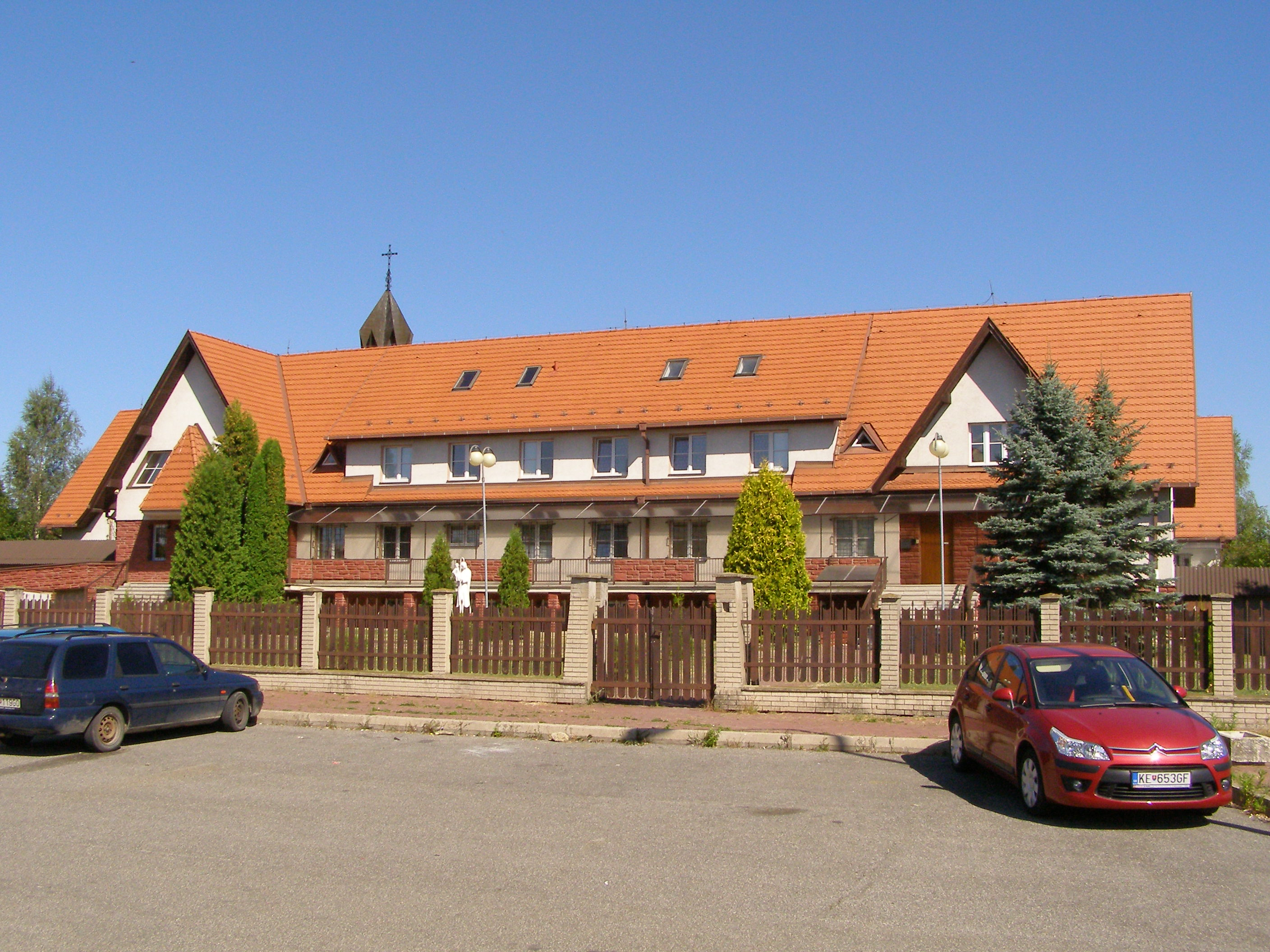
Klooster van de ongeschoeide karmelieten in de Ulica Jána Pavla II.

| Jaar | Inwoners | Etnische groep                                     |
| ---- | -------- | -------------------------------------------------- |
| 2003 | 25.993   |                                                    |
| 2004 | 25.523   |                                                    |
| 2008 | 25.037   |                                                    |
| 2009 | 24.944   |                                                    |
| 2010 | 24.726   | • Meerderheid: Slowaken • Minderheid: 600 Hongaren |
| 2011 | 25.335   | • 19.423 Slowaken • 652 Hongaren                   |
| 2017 | 23.864   |                                                    |
| 2018 | 23.603   |                                                    |
| 2019 | 23.490   |                                                    |
| 2020 | 23.253   |                                                    |

## Bezienswaardigheden

### Gebouwen
- Klooster van de ongeschoeide karmelieten (adres: Ulica Jána Pavla II) (voltooid in 1995).
- Kerk van de Goddelijke Barmhartigheid (Trieda KVP). Deze moderne kerk is door haar opvallende architectuur een van de meest bekende gebouwen in de wijk. Ze is het oeuvre van een architectengroep: Pavel Simko, Richard Neufeld, Peter Pásztor, Martin Drahovský, Ladislav Friedmann, Rastislav Rozman.[7].

### Parken
Drocárov-park.

## Cultuur

### Bibliotheken
Openbare bibliotheek Ján Bocatia (in de Hemerkova ulica).

### Gebouwen

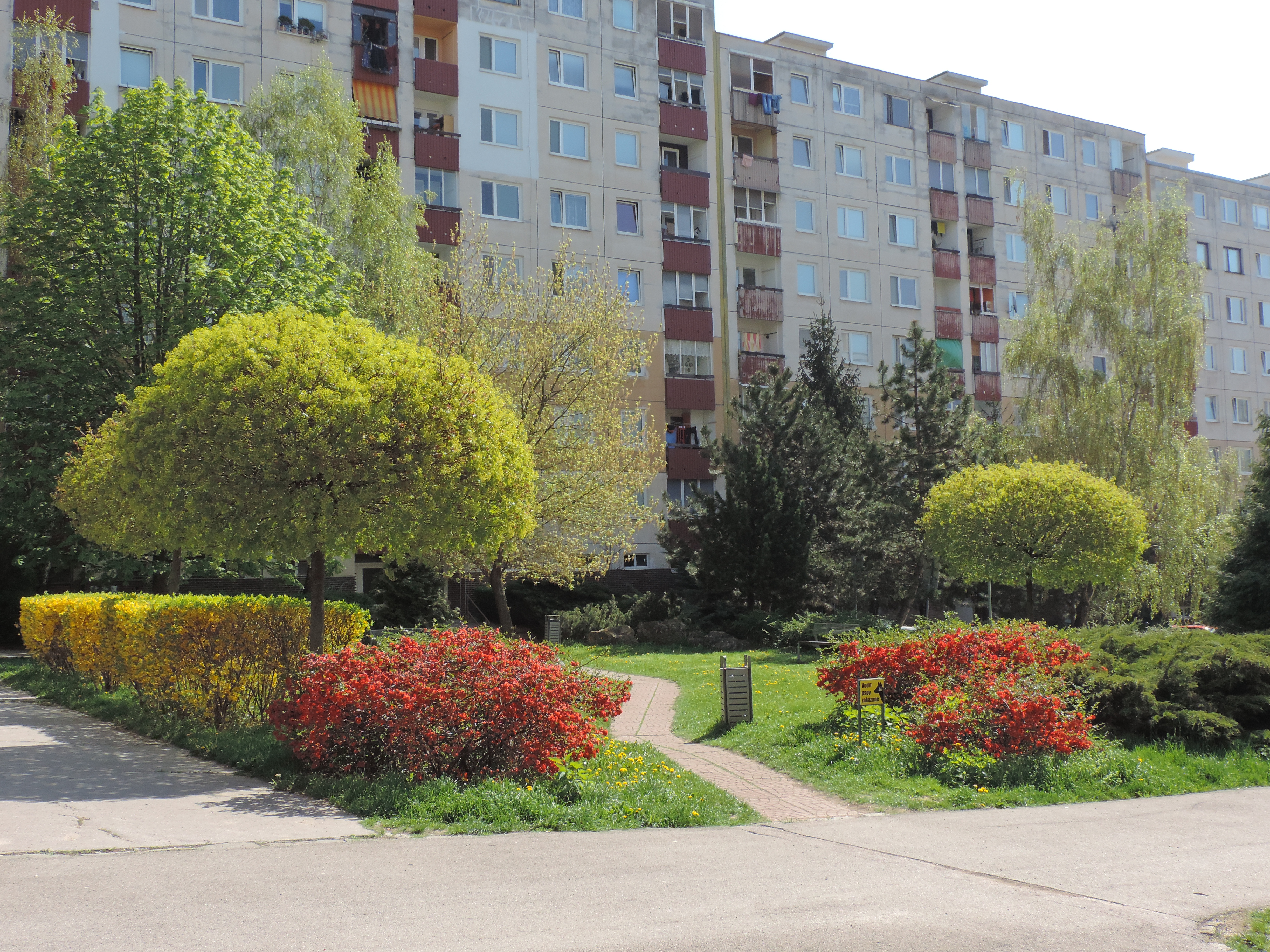
Minipark

- Polikliniek KVP (Ulica Cottbuská 13),
- Polikliniek ProCare (Ulica Jána Pavla II 5) (gebouwd 2007-2009).

### Regelmatige evenementen
Adonai Fest - muziekfestival.

## Openbaar vervoer

### Trein
Het station van Košice ligt op ongeveer 5 kilometer afstand. Daar zijn regelmatig verbindingen naar een grote verscheidenheid van bestemmingen, zowel naar binnen- als buitenland.

### Autobus[9]
De volgende lijnen bedienen het stadsdeel:
- trolleybus: lijnen nummers 71, 72 en N71,
- autobus: lijnen nummers N6, 19, 34, 36, 54, 55, RA3 en RA4.

## Illustraties

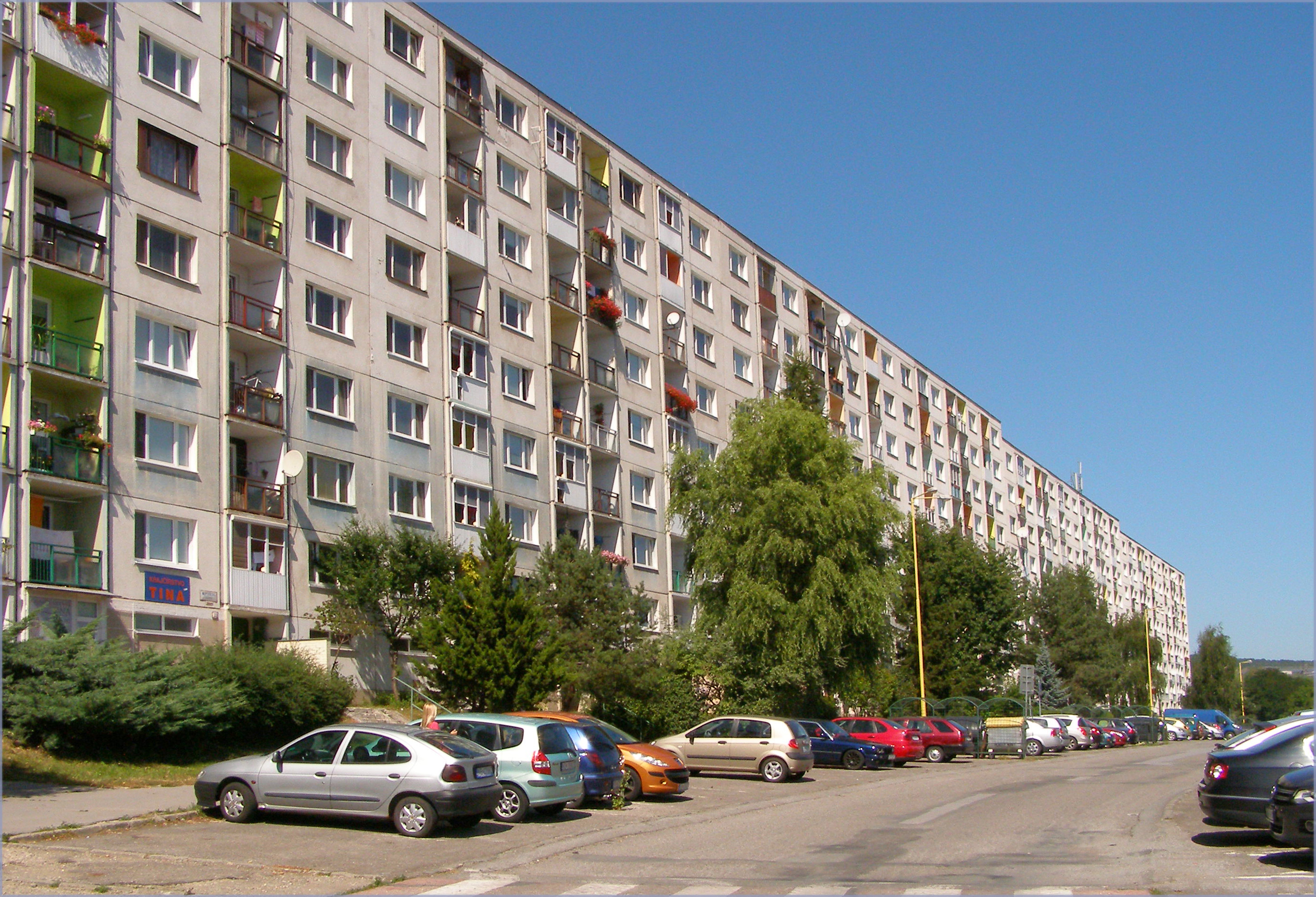
Hoogbouw in de Wuppertálska ulica.
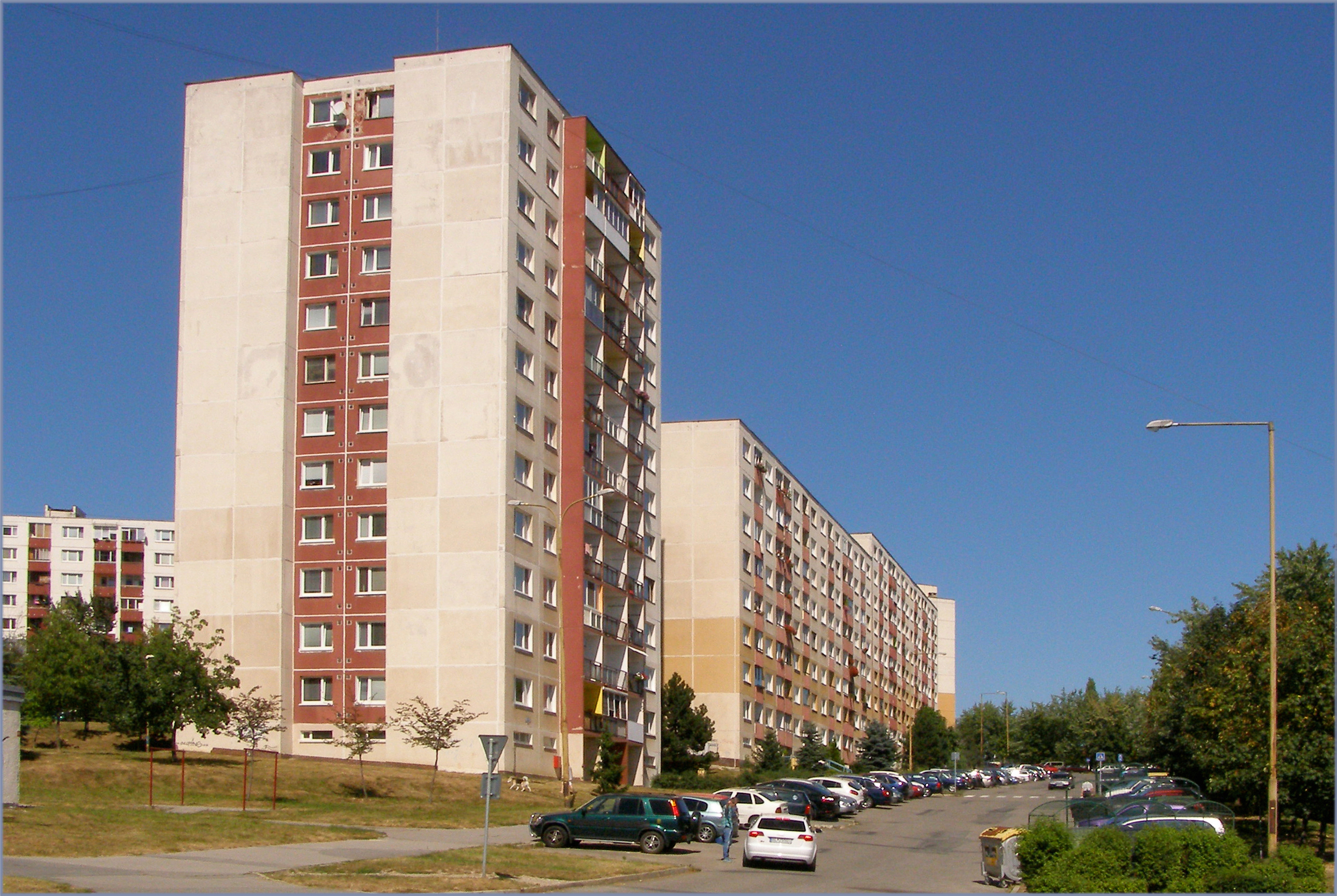
Húskova ulica.
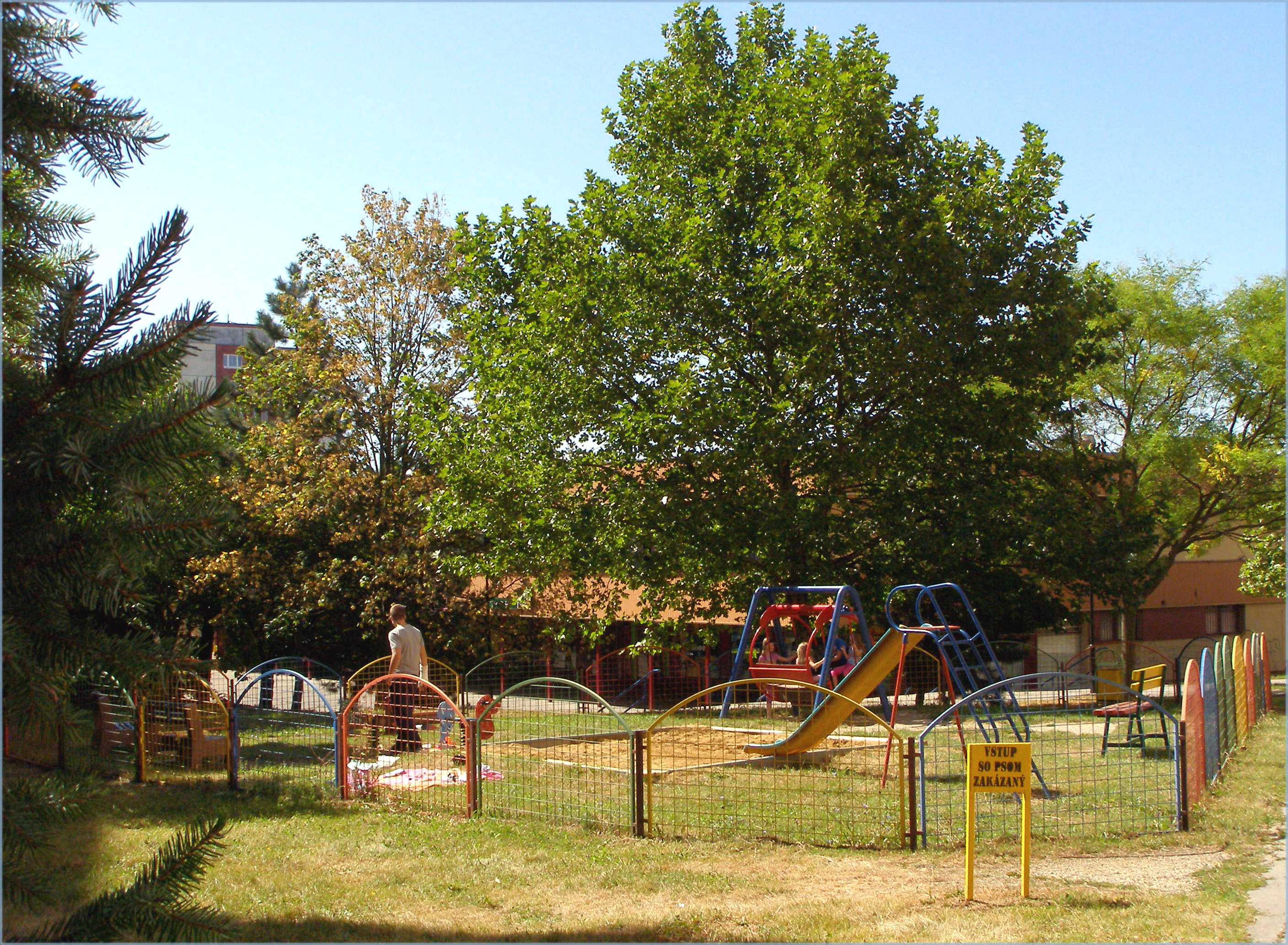
Speeltuin.
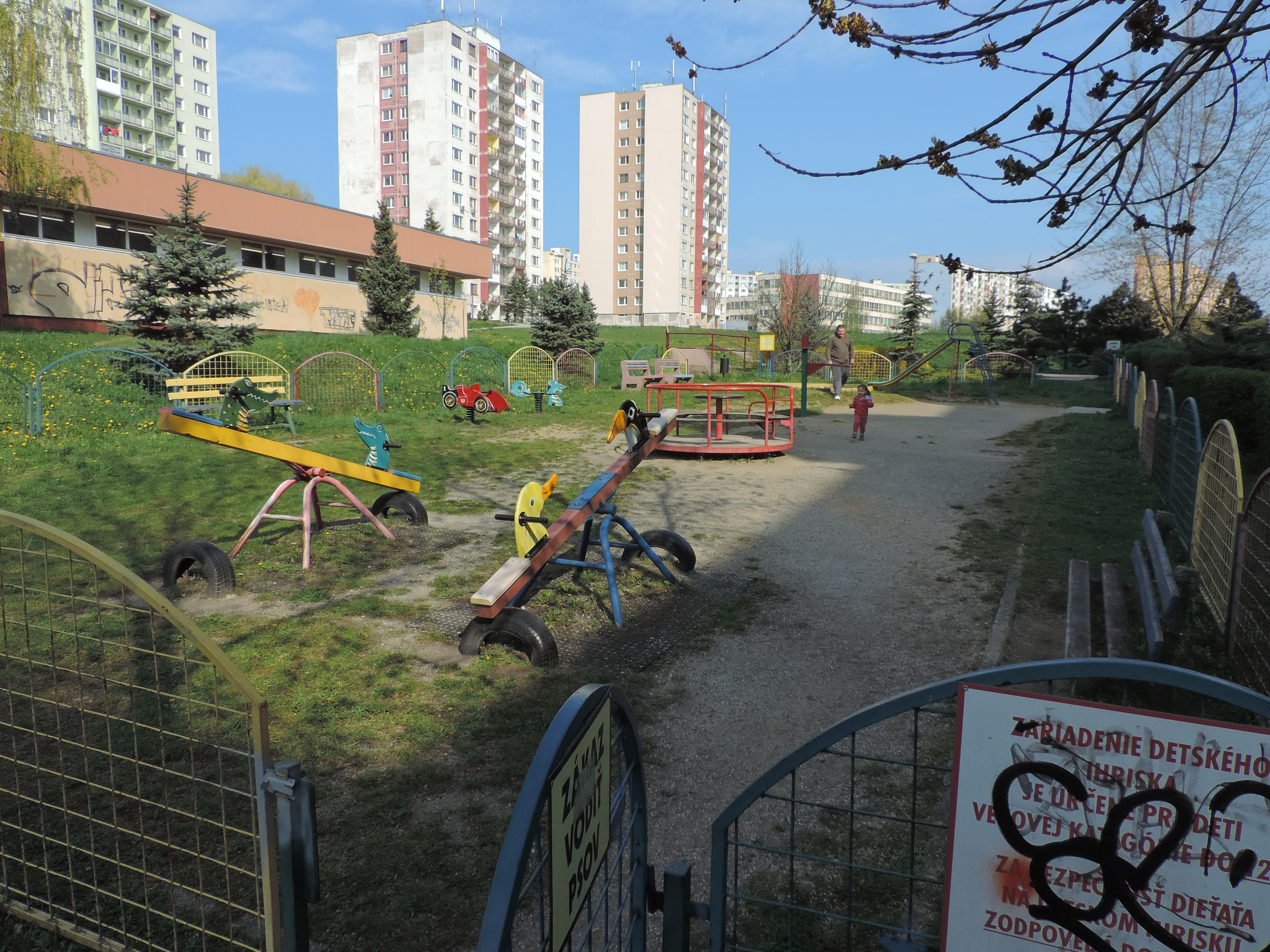
Speeltuin in de schaduw van de hoogbouw.